# Suéter
Suéter (dosł. „Sweter”) – argentyński zespół pop-rockowy, powstały w 1981 w Buenos Aires. Rozpadł się w 2007 z powodu konfliktu wewnętrznego
Okres największej aktywności grupy, nie tylko w Argentynie, ale także w pozostałych krajach Ameryki Łacińskiej, przypada na lata 80. i 90. XX w. Suéter wydał łącznie pięć płyt.

## Dyskografia

### Płyty studyjne
- 1982: Suéter: La reserva moral de Occidente
- 1984: Lluvia de gallinas
- 1985: 20 caras bonitas
- 1987: Misión ciudadano 1
- 1995: Sueter 5

## Członkowie zespołu

### Pierwotni członkowie
- Miguel Zavaleta (1955–): wokal[5]
- Jorge Minissale (1959–): gitara[6]
- Gustavo Donés (1953–2007): gitara basowa[1]
- Juan del Barrio (1957–): instrumenty klawiszowe

### Inni członkowie
- José Luis Asaresi (1958–2011): gitara
- Eduardo Rogatti (1954–2003): gitara
- Edgardo Folino (1951–1996): gitara basowa
- Frank Ojstersek (1955–): gitara basowa
- Fabián Quintiero (1966–): instrumenty klawiszowe
- Alejandro Desilvestre (1962–): instrumenty klawiszowe
- Daniel Colombres (1959–): perkusja
- Claudio Loza (1960–): perkusja
- Claudio Venier: perkusja
- Jorge Alvarez (1966–2003): perkusja